# Pengebælte
Et pengebælte er et bælte med mere eller mindre hemmelige lommer, der ofte bæres af turiste. Bæltet bruges som pung eller taske og gemmes under en bluse eller jakke for at beskytte værdigenstande fra lommetyve og røvere.
Pengebælter kan have forskellig udformning. Nogle ligner et normalt bælte med skjulte lommer, mens andre mere ligner en bæltetaske. De lukkes typisk med en lynlås.
De genstande der bæres i et pengebælte er typisk værdigenstande som pas, billetter, kørekort, betalingskort, kontanter og smykker.

## External links
- Wikimedia Commons har flere filer relateret til Pengebælte